# Секвенирование РНК
Секвени́рование РНК (англ. RNA sequencing, RNA-seq) — метод определения первичной структуры молекул РНК, представляющий собой высокочувствительный и точный инструмент для изучения транскриптома. Под этим может подразумеваться как секвенирование мРНК, так и определение последовательности некодирующих РНК. Современное полногеномное секвенирование основано на прямом секвенировании фрагментов кДНК.
В отличие от другого широкомасштабного метода анализа транскриптома — экспрессионных микрочипов, РНК-секвенирование позволяет получать данные об аллель-специфичной экспрессии генов, сплайсинговых вариантах транскриптов, пост- и ко-трансляционном редактировании РНК, однонуклеотидных полиморфизмах, а также химерных генах. Кроме того, РНК-секвенирование позволяет получить абсолютную количественную информацию о представленности различных транскриптов в пробе, в отличие от относительных количественных данных микрочипов.
Совершенствование технологий секвенирования РНК наряду с развитием секвенирования РНК одиночных клеток (англ. single-cell RNA-seq) позволяет более детально изучать этиологию и патогенез различных заболеваний.

## История
Технологическая платформа для быстрого широкомасштабного секвенирования была создана в 2005 году фирмами 454 Life Sciences и Illumina (ранее Solexa), и сначала использовалась для секвенирования геномов. Первые работы по секвенированию транскриптомов появились в 2008 году. В числе первых были секвенированы транскриптом дрожжей, арабидопсиса и мыши.
В настоящее время РНК-секвенирование осуществляется в основном с использованием трех инструментальных платформ широкомасштабного секвенирования: Illumina, 454 Life Sciences и SOLiD.
В 2019 году удалось секвенировать РНК из кожи, хрящей, печени и скелетных мышц щенка Тумата (волка или собаки) возрастом 14300 лет.

## Методы

### Основные принципы секвенирования РНК
Большинство экспериментов по секвенированию РНК проводятся на оборудовании, которое предназначено для секвенирования молекул ДНК. В связи с этим необходимым шагом для секвенирования РНК является создание библиотеки кДНК, полученной из исследуемой тотальной РНК. Каждая кДНК из такой библиотеки представляет собой фрагмент ДНК разного размера, фланкированный по обоим краям специальными адаптерами. Наличие адаптеров необходимо для последующей амплификации образцов и секвенирования. Методы создания библиотек кДНК варьируются в зависимости от конечной цели исследования и типа изучаемой РНК (РНК может различаться в размере, последовательности, структурных особенностях а также в концентрации). Перед созданием библиотеки кДНК, подходящей для конкретного эксперимента, необходимо ответить на следующие вопросы: 1) какие именно молекулы РНК представляют интерес; 2) как получить кДНК желаемого размера; 3) каким способом лучше присоединить адаптерные последовательности к краям кДНК для амплификации и секвенирования.

#### Создание библиотеки поли(А)-транскриптов
Секвенирование полиаденилированной РНК находит широкое применение в секвенировании РНК. У эукариот большая часть белок-кодирующих РНК (мРНК) и длинных некодирующих РНК (РНК длиной более 200 пар оснований (п. о.)) содержат поли-(А)-хвосты. Наличие поли-(А)-хвоста делает технически простым обогащение препарата суммарной РНК поли-(А)-содержащими РНК (1—5 % от всей суммарной клеточной РНК). Отбор поли-А содержащих РНК можно производить с помощью магнитных или целлюлозных бусин, покрытых праймерами, содержащими олиго-dT-участки. Веб-сайт «The Protocol Online» предоставляет список нескольких протоколов, относящихся к выделению мРНК.

#### Удаление рибосомной РНК
Неполиаденилированные РНК, такие как мРНК прокариот, фрагменты мРНК, полученные из препаратов, зафиксированных формалином, и транскрипты без поли-(А)-хвостов у эукариот, зачастую являются объектами исследований. Самая большая трудность в секвенировании таких РНК заключается в необходимости очистить суммарную РНК от рибосомной РНК (рРНК), которая превалирует в образце (например, в активно делящихся клетках млекопитающих количество рРНК от суммарной РНК может доходить до 80 %). Существует несколько способов элиминации рРНК:
1. Первый подход основан на специфичных к последовательностям пробах, которые могут быть гибридизованы с рРНК. Нежелательные рРНК или их кДНК гибридизуют с биотинилированной ДНК или же с пробами, содержащими «закрытые» нуклеиновые кислоты (англ. locked nucleic acid, LNA), и затем проводят очистку на стрептавидиновых бусинах. В другом методе (методе направленной деградации (англ. probe-directed degradation, PDD[16]) рРНК помечаются антисмысловыми олиго-ДНК-праймерами и обрабатываются РНКазой Н. В третьем методе из всех кДНК, полученных и с рРНК и с других РНК, делают кольцевые молекулы, а затем гибридизуют с пробами, содержащими рРНК. Гибридизованные последовательности расщепляются при последующей обработке дуплекс-специфической нуклеазой (англ. duplex-specific nuclease, DSN), которая обладает специфичностью к двуцепочечной ДНК. Последний метод имеет ограничения ввиду необходимости большого количества РНК[17].
2. Другой подход избавления от рРНК основан на использовании специфических праймеров NSR (англ. not-so-random (NSR) primers), которые связываются только с интересующими молекулами РНК во время обратной транскрипции при получении кДНК. Данный метод, запущенный на рынок под названием Ovation компанией NuGEN, использует гексамерные или гептамерные праймеры, последовательности которых отсутствуют в рРНК. Одним из самых ярких преимуществ данного метода является хорошая работа праймеров NSR в отношении частично деградированной РНК, а также с количественно малыми образцами. Очень часто данный подход используют при изучении транскриптомов прокариот, так как создание библиотеки поли-(А)-содержащих РНК в этом случае невозможно ввиду отсутствия полиаденилирования РНК у прокариот[13].
3. К третьей группе можно отнести методы, которые используют некоторые особенности рРНК для её последующего удаления. Так, первый метод, известный как СоТ-гибридизация, основан на тепловой денатурации, отжиге и селективной деградации с помощью дуплекс-специфической нуклеазы. Двуцепочечные кДНК, полученные с РНК, превалирующей в образце, будут избирательно подвергаться деградации за счет более быстрой кинетики отжига по сравнению с другой РНК, которой в образце намного меньше. Второй метод основан на использовании фермента TEX[18] (англ. terminator 5'-phosphate exonuclease), который узнает молекулы РНК, имеющие на 5'-конце фосфат, как у рРНК и тРНК[19].

#### Фрагментация
После процедуры создания библиотеки поли-(А)-транскриптов либо процедуры удаления рРНК образцы РНК подвергаются фрагментации (обычно перед проведением обратной транскрипции все образцы РНК делаются одинакового размера). Отчасти это обусловлено ограниченными возможностями секвенирующих платформ. Так например, Illumina позволяет секвенировать образцы размером до 1500 п. о. В качестве альтернативы можно не фрагментировать РНК, а сначала сделать из неё кДНК, а затем уже полученную кДНК подвергнуть фрагментации.

#### Адаптеры и направление цепей
В стандартных протоколах по созданию библиотек для секвенирования РНК перед амплификацией и секвенированием к кДНК желаемого размера лигируются ДНК-адаптеры. Несмотря на простоту, в данном подходе теряется информация о том, какая из цепей ДНК соответствует смысловой цепи РНК. Особенно это критично в исследованиях для поиска и идентификации антисмысловых и новых видов РНК. В связи с этим разработаны несколько методов, которые позволяют выявить направление цепи молекул РНК в соответствующей библиотеке кДНК.
1. Первый подход подразумевает присоединение разных адаптеров непосредственно к 5'-концу и к 3'-концу РНК . Изначально этот метод был создан для секвенирования микроРНК. Сначала у фрагментированной РНК убирается фосфатная группа с 3'-конца, а на 5'-конец, наоборот, навешивается. Данная процедура сопровождается последовательным лигированием 5'-аденилированного 3' адаптера с помощью T4 РНК лигазы II и присоединением 5'-адаптера с помощью T4 РНК лигазы I. Различие в адаптерах на разных концах РНК сохраняет информацию о её направлении (имеется в виду, что после проведения процедуры обратной транскрипции информация о том, какая их цепей кДНК соответствует исходной последовательности РНК, сохранится)[20].
2. Второй подход основан на включении дУТФ во вторую цепь кДНК. Помеченная цепь может быть деградирована непосредственно перед амплификацией с помощью урацил-ДНК-гликозилазы[англ.] — фермента, который выщепляет урацил из ДНК, содержащей дУТФ. Считается, что этот метод наиболее эффективный из всех[13].
3. Третий подход включает в себя несколько методов. В одном из них производят замену матрицы после отжига на неё случайного гексамерного праймера, содержащего тэг (короткую, до 20 п.о., уникальную последовательность)[21]. В другом методе (англ. breath adapter directional sequencing, BrAD-seq) в момент временного разделения цепей ДНК вводят последовательность с тэгом[22].

#### Амплификация и молекулярная маркировка
Перед секвенированием кДНК её необходимо амплифицировать с помощью ПЦР. Непосредственно перед проведением ПЦР можно ввести молекулярные маркеры. Эта процедура особенно актуальна, если РНК в образце изначально немного, как, например, в случае секвенирования РНК одной клетки.

### Секвенирование РНК для особых целей

#### Измерение профиля экспрессии генов с помощью методов, основанных на использовании тэгов
Секвенирование DGE (от англ. digital gene expression), или Tag-seq — это метод глубокого секвенирования, полученный из SAGE (от англ. Serial Analysis of Gene Expression). Как и в SAGE, метод включает в себя присоединение мРНК за поли-А хвост к бусинам, покрытым олиго-dT-праймерами; синтез первой и второй цепи кДНК на бусинах; расщепление двуцепочечной кДНК часто щепящей эндонуклеазой рестрикции. Оставшийся 3'-конец, который присоединен к бусинам, лигируется со своим адаптером, находящимся на 5'-конце. В адаптере есть сайт узнавания для специфической эндонуклеазы рестрикции TE (от англ. tagging enzyme). TE расщепляет кДНК, в ходе чего образуется короткий тэг длинной 21 п. о., который затем лигируется со следующим адаптером, находящимся на 3'-конце. кДНК амплифицируется с помощью ПЦР и секвенируется. Так как секвенируется только короткий тэг из целого транскрипта, секвенирование DGE является более экономичным вариантом в сравнении со стандартным секвенированием РНК. Секвенирование DGE сохраняет информацию о том, какая из цепей кДНК соответствует исходной РНК. Также этот метод находит широкое применение в случае, если полноразмерный геном или транскриптом организма недоступен для полноразмерного выравнивания с прочтениями, полученными в ходе секвенирования.
Секвенирование 3'-концов включает в себя целый ряд методов, большинство из которых было специально разработано для поиска альтернативного сплайсинга и сайтов полиаденилирования у эукариот.

#### Прямое секвенирование РНК
Так как обратная транскрипция РНК с помощью обратной транскриптазы дает большое число ошибок и артефактов, которые могут препятствовать корректному качественному и количественному анализу транскриптов, компанией Helicos была начата разработка технологии мономолекулярного прямого секвенирования РНК (англ. Direct RNA Sequencing, DRSTM). Этот метод предполагает секвенирование РНК массово-параллельным образом, без получения кДНК, лигирования, амплификации и других процедур, которые могут изменить образец.

## Проблемы
Основная проблема технологии RNA-seq заключается в том, что исходно неизвестно, какому транскрипту соответствует прочитанный фрагмент. Особенно сложно решить данную проблему в случае исследования транскриптома высших эукариот с частым альтернативным сплайсингом и присутствием в геноме большого числа паралогов. Существует два подхода для восстановления транскриптов по прочитанным фрагментам: картирование на геном отдельных прочитанных фрагментов или восстановление структуры транскрипта de novo с последующим картированием полноразмерного транскрипта на геном.

## Применение

### Определение профиля экспрессии генов
Метод секвенирования РНК становится основным методом определения того, какие гены и на каком уровне экспрессируются в клетке. С помощью РНК секвенирования можно определять различия в экспрессии генов на различных стадиях развития организма или в разных тканях. Например, разработан метод локализации in situ последовательностей РНК-транскриптов с помощью флуоресцентного секвенирования (англ. Fluorescent in situ Sequencing, FISSEQ), который позволяет изучать фенотип клеток и регуляцию активности генов непосредственно в биологическом образце (на срезах тканей). Также можно определить, транскрипция каких генов изменяется при развитии болезней и рака. В связи с удешевлением методов секвенирования нового поколения появилась возможность определять экспрессию генов у любого человека для диагностики заболеваний. Наряду с секвенированием РНК для измерения профиля экспрессии генов также широко используется кэп-анализ экспрессии генов.

### Определение мест альтернативного сплайсинга и выявление однонуклеотидных полиморфизмов
Секвенирование РНК — наиболее удобный способ определения мест альтернативного сплайсинга, а также количественного соотношения различных альтернативных форм транскрипта. Другие методы не позволяют картировать места альтернативного сплайсинга на всем протяжении генома. Также как и определение экспрессии генов, определение соотношения альтернативных форм транскриптов можно проводить на различных стадиях развития организма или в разных тканях.
РНК-секвенирование позволяет различить транскрипты с отличием в одном нуклеотиде, поэтому может быть использовано как для выявления экспрессируемых однонуклеотидных полиморфизмов в генах, так и для изучения процесса редактирования РНК.

### Изучение редактирования РНК
Редактирование РНК — процесс пост- или ко- транскрипционной модификации рибонуклеотидов в молекуле РНК. В большинстве случаев редактирование РНК приводит к замене аденозина инозином; катализаторами указанных изменений являются белки семейства ADAR. В дальнейшем инозин распознаётся клеточной машинерией (например, рибосомой) как гуанозин, что приводит к возникновению различий между закодированной в геноме информацией и её интерпретацией.
Основным методом выявления внесённых изменений является сравнение последовательности нуклеотидов геномной ДНК и соответствующих участков РНК.
Важным прогностическим признаком обнаружения сайтов редактирования РНК является наличие эволюционно консервативных нуклеотидных последовательностей в окружении места редактирования.
Вследствие значительного прогресса в развитии методов массового параллельного секвенирования стало технически возможным проводить секвенирование полного транскриптома исследуемого организма с целью выявления связанных с редактированием РНК событий. Однако в силу генетического разнообразия наличие различий в определённой позиции между последовательностью РНК и референсным геномом не означает присутствия сайта редактирования в этой позиции, так как идентификация сайтов редактирования РНК подразумевает секвенирование как геномной ДНК, так и кДНК, выделенных из одного и того же организма. Также необходимо принимать во внимание то, что уровни редактирования РНК различаются в разных тканях организма.
Для упрощения процедуры идентификации сайтов редактирования РНК предпринимаются попытки разработать программные пакеты, использующие только транскриптомные данные и не требующие секвенирования геномной ДНК. Возможным решением может послужить программное обеспечение GIREMI (англ. Genome-independent Identification of RNA Editing by Mutual Information), которое способно детектировать сайты редактирования РНК, используя исключительно последовательности транскриптов.

### РНК-секвенирование раковых транскриптомов
РНК-секвенирование широко используется в настоящее время для исследование особенностей транскриптома раковых клеток, в том числе появление химерных транскриптов и продуктов альтернативного сплайсинга, специфичных для раковых клеток.

### Детекция гибридных генов
Гибридизация генов происходит из-за различных структурных модификаций в геноме и может быть связана с раком. Возможность анализировать весь транскриптом образца с помощью секвенирования РНК делает этот метод привлекательным для поиска подобных частых преобразований при раковой трансформации клеток.

### ENCODE и modENCODE
Секвенирование РНК является одним из основных методов исследований, проводимых в рамках проектов ENCODE и modENCODE, направленных на создание базы данных элементов генома человека и основных модельных объектов молекулярной биологии.